# 長久梨那
長久 梨那（ながひさ りな、本名同じ、1988年3月29日 - ）は、埼玉県出身のタレント。incubation所属。
大妻女子大学出身。

## 経歴
- 大妻女子大学ミスコンテスト グランプリ
- 第30期宝くじ幸運の女神
- 2014ミスユニバース埼玉大会 ファイナリスト
- 2022年3月29日に自身のtwitterで結婚を報告
- 2025年3月29日、離婚を報告[2]。

## 人物
- 趣味は、ダンス、ピアノ、歌、旅行、お笑い鑑賞[3]、食べること（好物は焼肉）、猫と戯れること、川遊び、寝ること、バク転練習中[1]。
- 特技は、バク転、クラシックバレエ（5歳 - 現在、バレエ講師）、 Y字・I字バランス、360度開脚[3]。
- 1級小型船舶免許、第二級会場特殊無線技士免許、乗馬5級ライセンス、全米ヨガアライアンスRYT200の資格を有する[3]。

## 出演

### テレビ
- BOAT RACEライブ（TOKYO MX / BSフジ他BS及び全国地上波）
- くじの日特番（日本テレビ）
- テレビスポーツ教室（NHK Eテレ）MC
- BACHプラザ（テレビ埼玉）ボートレースリポーター
- 埼玉発!ヤングジェネレーション（テレビ埼玉）
- SAITAMAハンドボールフェスティバル（テレビ埼玉）リポーター
- 地元のチカラ（JCN関東）リポーター
- ガールズチャンネル・レース中継（JLC）キャスター・レポーター
- 勝負師はつらいよ（JLC）マドンナ 役
- chao!JLC（JLC）インフォマーシャル
- 浜名湖ダービー6番勝負!（JLC）
- こんにちは荒川区（荒川CATV）リポーター
- チャリチャン（ニコニコ生放送）
- ファミリーヒストリー（2023年8月14日、NHK総合）-再現VTRの草刈正雄の母親役
- ラヴィット!（2023年9月27日、TBS）-ヨガインストラクターとしてVTR出演

### ドラマ
- おじさんはカワイイものがお好き。最終話（2020年9月10日、読売テレビ）- リポーター 役

### 映画
- インスタント沼（監督：三木聡、2009年5月23日公開）バレリーナ 役

### 舞台
- スタンダードソングPresents『MUSICALファンタジープラネット-アリスとシンデレラの冒険-』（2014年11月、六行会ホール）
- 劇団天然ポリエステル『一人』（2015年2月）黒崎可憐 役

### 司会
- 高円宮杯フェンシングワールドカップ
- 2015ミスユニバース埼玉大会
- 日本モーターボート選手権埼玉支部創立50周年記念式典

ほか、イベント、トークショーなど多数